# Court Tombs von Tullyskeherny

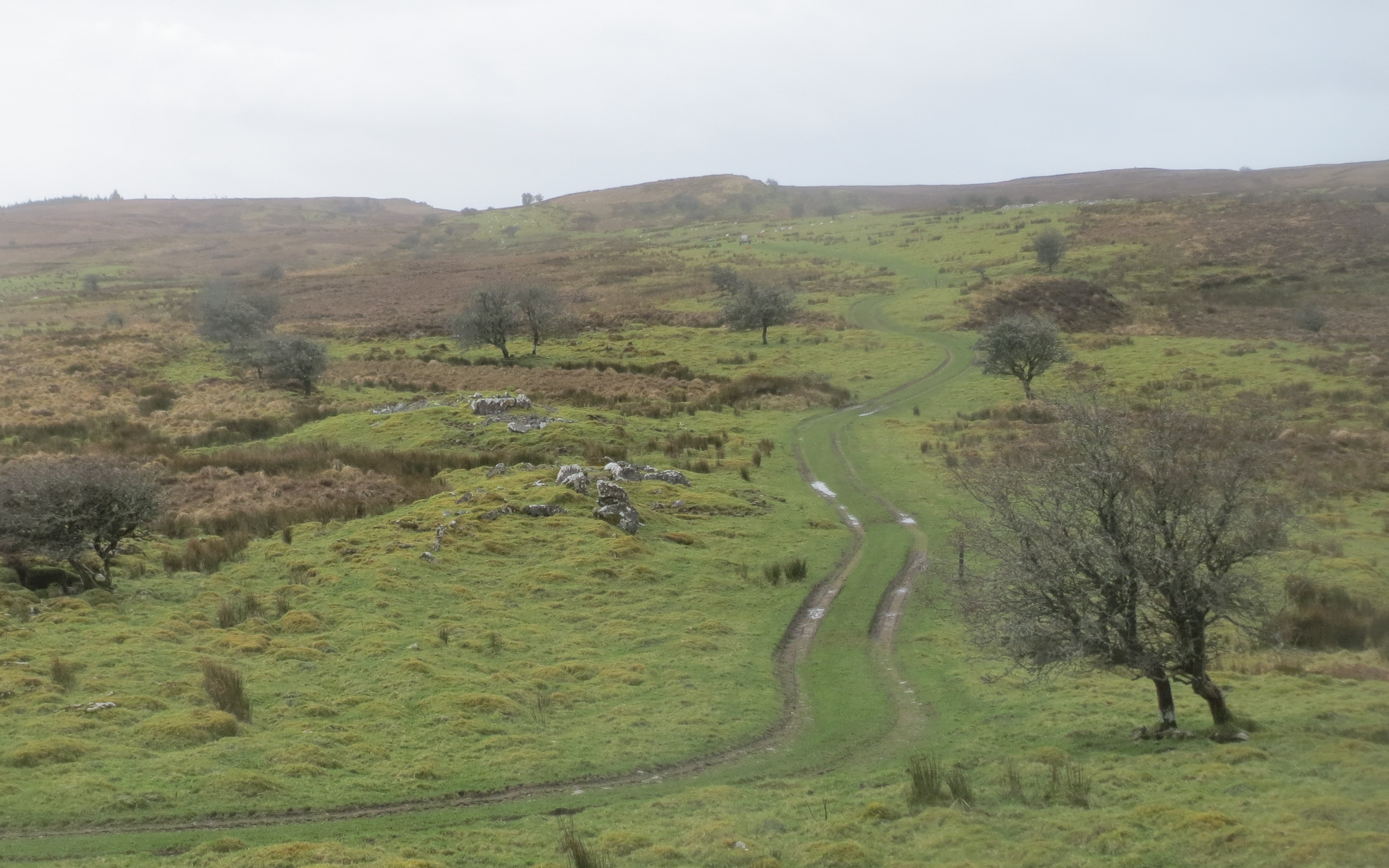
Die Tombs von Tullyskeherny (Blick von Norden)

Die beiden Court Tombs von Tullyskeherny (irisch Tulaigh Sceithearnaí) befinden sich an dem Wanderweg Leitrim Way, unweit von Manorhamilton im County Leitrim in Irland. Die Court Tombs liegen fünf Meter voneinander getrennt und damit ungewöhnlich eng beieinander. Court Tombs werden in die Jungsteinzeit (5500–2200 v. Chr.) datiert. Sie gehören zu den megalithischen Kammergräbern (englisch chambered tombs) der Inseln Irland und Großbritannien. Sie werden mit etwa 400 Exemplaren nahezu ausschließlich in Ulster im Norden der Republik Irland beziehungsweise in Nordirland gefunden. Der Begriff Court Tomb wurde 1960 von dem irischen Archäologen Ruaidhrí de Valera eingeführt.
Neben der Unübersichtlichkeit der Denkmäler erschwert die Entfernung der gesamten Westseite (um einer Straße Platz zu machen) die Interpretation. Ohne Ausgrabung ist es fast unmöglich, die ursprüngliche Form zu ermitteln. Es gibt zwei getrennte nordost-südwest orientierte Steinhügel. Die Gesamtlänge des Denkmals beträgt etwa 50 m. Alle Kammern sind aus Kalksteinplatten, von denen viele natürliche Perforationen haben.
Untersuchungen haben gezeigt, dass die Südanlage eine Galerie aus zwei Kammern hat, die sich in einen südwestlich liegenden Hof öffnet. Es gibt eine kleine Nebenkammer am Nordwestende des Steinhügels. Im nördlichen Steinhügel gibt es eine Galerie mit drei Kammern, die zu einem im Nordosten befindlichen Hof und sechs lateralen Kammern innerhalb des Steinhügels führt.

## Der Südcairn  (LE011-038002)
Lage: 54° 16′ 52,2″ N, 8° 9′ 20,6″ W

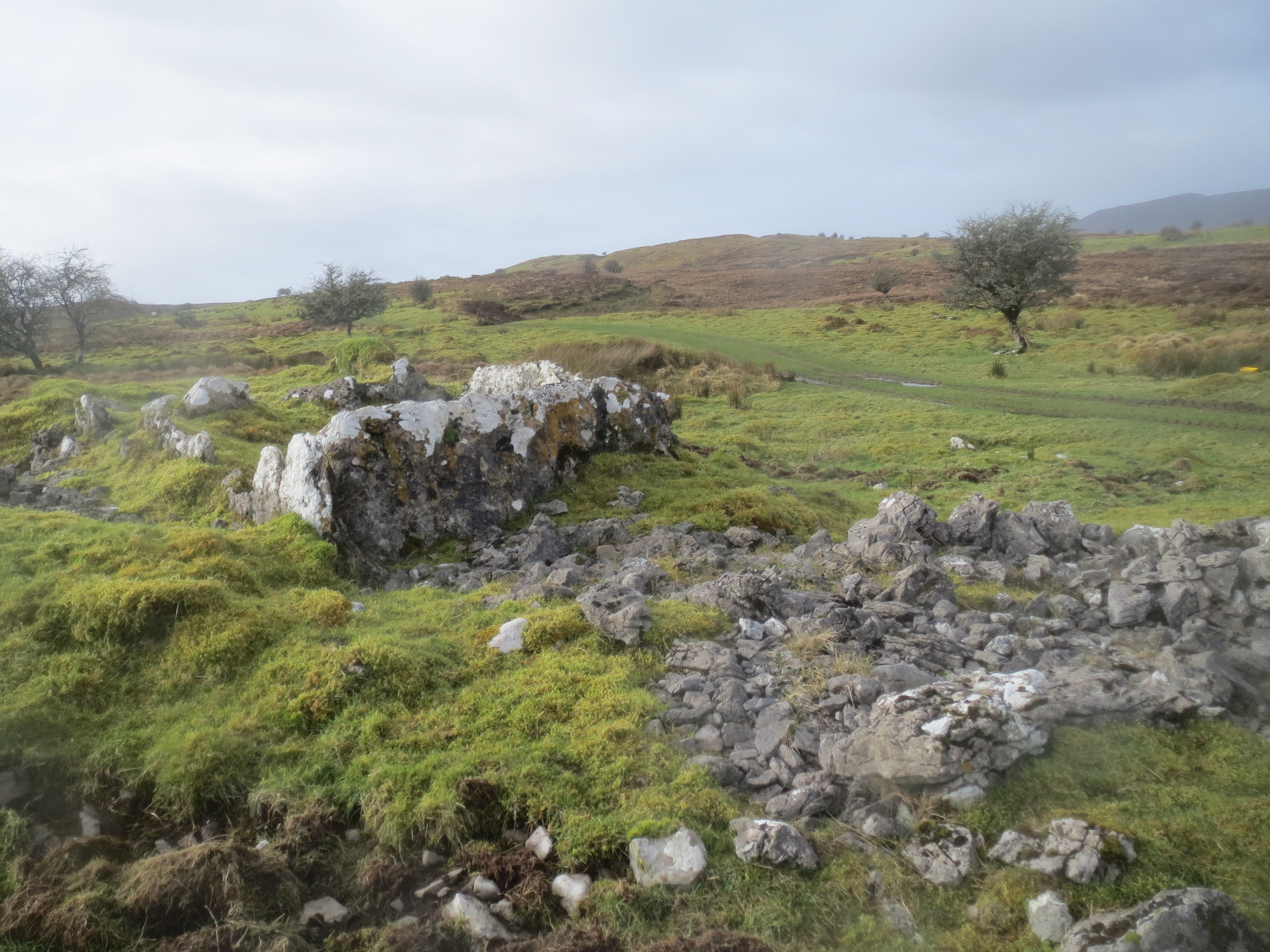
Tullyskeherny Südcairn

Im Südcairn liegt eine Galerie, die zwei große Kammern enthält. Am Südende des Cairns gibt es eine Steinstruktur die den Hof gebildet hat. Das Südtomb ist ein ovaler, etwa 24,0 m langer und 18,0 m breiter Cairn. Hof und Kammer sind tief in Cairn Material eingegraben und nur schwer auszumachen. Die Galerie hat zwei Kammern, die beide 2,5 m breit sind. Die vordere ist etwa drei und die hintere etwa zwei Meter lang. Die vordere Kammer ist komplett und die hintere Kammer weitestgehend mit Cairnmaterial gefüllt. Im hinteren Teil des Cairns ragt eine laterale Kammer aus dem Steinhaufen. Der Zugang dieser Kammer lag wahrscheinlich auf der Westseite.

## Der Nordcairn (LE011-038001)
Lage: 54° 16′ 53,1″ N, 8° 9′ 19,6″ W

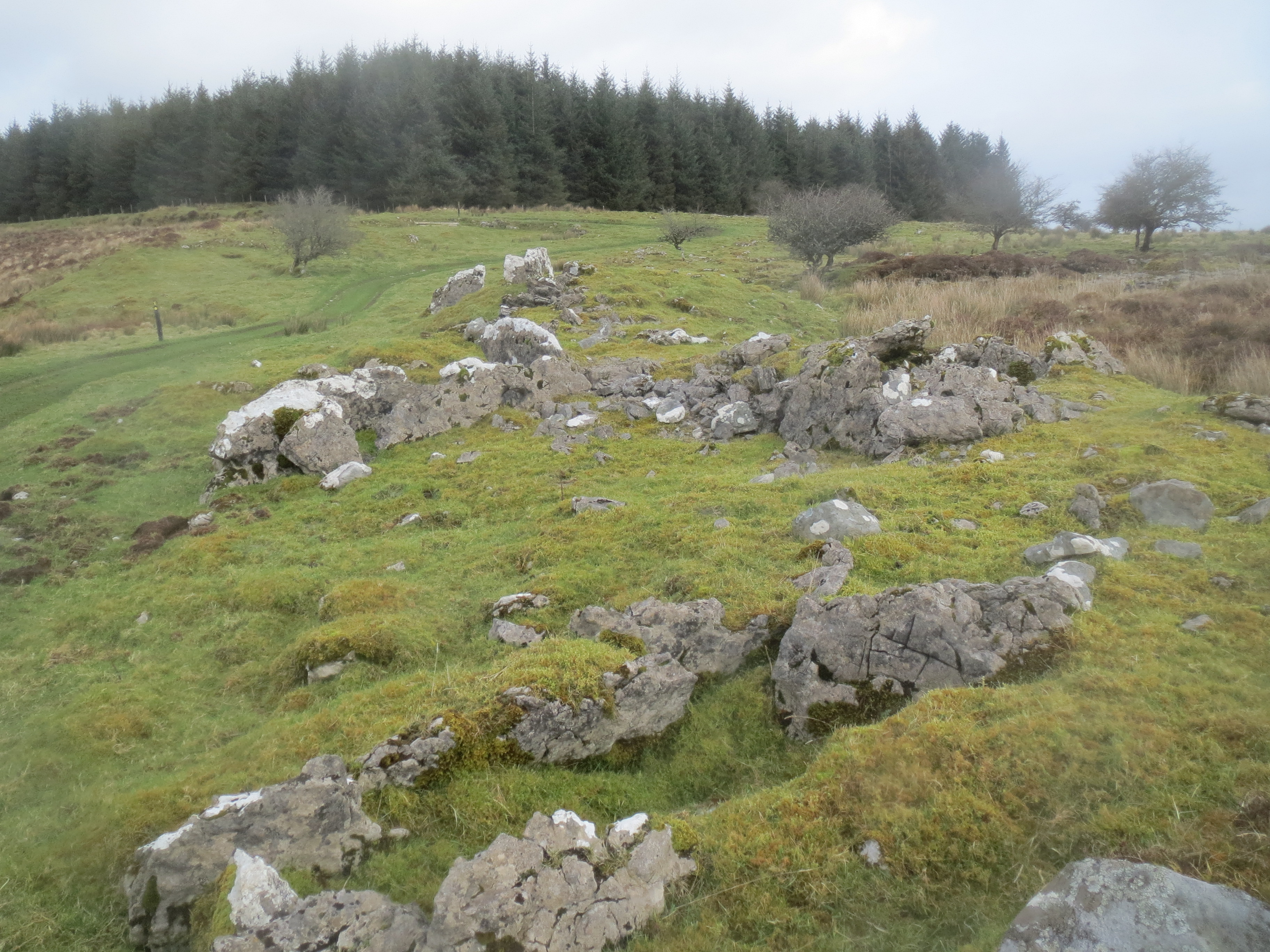
Tullyskeherny Nordcairn

Etwa fünf Meter nördlich liegt ein etwa 39 m langer und ehemals 15 m breiter Steinhügel. Er enthält eine Galerie mit einem Vorraum und drei rechteckigen durch Pfosten getrennten Kammern sowie sechs lateralen Kammern. Die vordere Kammer ist etwa 1,7 m lang. Die hintere ist etwa 2,5 m lang. Am Nordende gibt es Steinstrukturen die einen über acht Meter langen und fünf Meter tiefen Hof darstellen.

### Die lateralen Kammern
Einige der beidseitig angeordneten lateralen Kammern sind abgesehen von den fehlenden Decksteinen mehr oder weniger intakt, während andere fragmentarisch oder von Hügelmaterial bedeckt sind. Mit mindestens sechs lateral angeordneten Kammern ist Tullyskeherny Nordtomb mit den meisten Nebenkammern in Irland.
Die mittlere der drei westlichen Kammern ist am besten erhalten. Sie hat Innenmaße von 1,9 × 1,7 m. Es gibt einen großen Stein an der Rückwand, zwei seitliche Platten, zwei Pfostensteine innerhalb der Seitensteine gesetzt, und eine Verschlussplatte zwischen den Pfosten. Die Platte auf der Südseite der Kammer hat eine große Perforation in der Mitte von der unklar ist ab es sich um eine natürliche oder eine artifizielle Aussparung handelt. Die südwestliche Kammer ist 2,2 m lang und 0,8 m breit, und von ähnlicher Struktur wie die Mittelkammer. Die Fronten der westlichen Kammern liegen drei Meter von der Außenkante des Cairns entfernt. Somit ist es wahrscheinlich, dass es irgendeine Art von Übergangstruktur (Vorkammer etc.) gab, aber sie hat keine Spuren hinterlassen.
Die mittlere der östlichen Kammern ist eine andere kastenförmige Struktur von etwa 2,4 m Länge und einem Meter Breite. Es gibt Spuren eines ursprünglichen Kraggewölbes auf der nördlichen Seite.